# Distretto di Samuai
Il distretto di Samuai è uno degli otto distretti (mueang) della provincia di Salavan, nel Laos. Ha come capoluogo la città di Samuai.